# Développement de l'activité mobile
 (juin 2021).
La mise en forme du texte ne suit pas les recommandations de Wikipédia : il faut le « wikifier ».
Les points d'amélioration suivants sont les cas les plus fréquents :
- Les titres sont pré-formatés par le logiciel. Ils ne sont ni en capitales, ni en gras.
- Le texte ne doit pas être écrit en capitales (les noms de famille non plus), ni en gras, ni en italique, ni en « petit »…
- Le gras n'est utilisé que pour surligner le titre de l'article dans l'introduction, une seule fois.
- L'italique est rarement utilisé : mots en langue étrangère, titres d'œuvres, noms de bateaux, etc.
- Les citations ne sont pas en italique mais en corps de texte normal. Elles sont entourées par des guillemets français : « et ».
- Les listes à puces sont à éviter, des paragraphes rédigés étant largement préférés. Les tableaux sont à réserver à la présentation de données structurées (résultats, etc.).
- Les appels de note de bas de page (petits chiffres en exposant, introduits par l'outil «  Source ») sont à placer entre la fin de phrase et le point final[comme ça].
- Les liens internes (vers d'autres articles de Wikipédia) sont à choisir avec parcimonie. Créez des liens vers des articles approfondissant le sujet. Les termes génériques sans rapport avec le sujet sont à éviter, ainsi que les répétitions de liens vers un même terme.
- Les liens externes sont à placer uniquement dans une section « Liens externes », à la fin de l'article. Ces liens sont à choisir avec parcimonie suivant les règles définies. Si un lien sert de source à l'article, son insertion dans le texte est à faire par les notes de bas de page.
- La présentation des références doit suivre les conventions bibliographiques. Il est recommandé d'utiliser les modèles {{Ouvrage}}, {{Chapitre}}, {{Article}}, {{Lien web}} et/ou {{Bibliographie}}. Le mode d'édition visuel peut mettre en forme automatiquement les références.
- Insérer une infobox (cadre d'informations à droite) n'est pas obligatoire pour parachever la mise en page.

Pour une aide détaillée, merci de consulter Aide:Wikification.
Si vous pensez que ces points ont été résolus, vous pouvez retirer ce bandeau et améliorer la mise en forme d'un autre article.
 (juin 2021).
Le contenu est difficilement compréhensible vu les erreurs de traduction, qui sont peut-être dues à l'utilisation d'un logiciel de traduction automatique.
 (juin 2021).
Le développement commercial mobile est une catégorie de développement commercial qui vise à attirer de nouveaux clients sur les marchés du Web mobile. De gros efforts sont déployés pour faire fonctionner des services TIC mobiles innovants. Les guides touristiques mobiles et les guides d'achat pour les consommateurs sont des exemples de ces services. En tant que tendance émergente, les fournisseurs de technologies et de services combinent leur expertise et leurs ressources pour concevoir ces services. Cela implique la conception de plusieurs modèles : le réseau de valeur, une proposition de valeur, un modèle de revenus et une architecture technologique.

## Valeur économique
Ensemble, les contributeurs doivent créer un modèle d'entreprise qui constitue le schéma directeur du réseau coopératif d'organisations destiné à créer de la valeur économique à partir de l'innovation technologique. Il est donc utile de définir les différentes questions pertinentes : La valeur des services pour le client, les dispositions organisationnelles, l'architecture technologique et les éventuelles dispositions financières.
Un modèle d'entreprise, c'est: 
1. Une architecture pour les flux de produits, de services et d'informations, y compris une description des différents acteurs commerciaux et de leurs rôles.
2. Une description des avantages potentiels pour les différents acteurs économiques.
3. Une description des sources de revenus.

## Ingénierie de la collaboration
Afin de faciliter la collaboration entre les contributeurs, les méthodes peuvent servir de lignes directrices pour une innovation réussie pendant la phase pré-produit. La plupart des méthodes sont basées sur la méthode de prototypage de l'innovation (3), qui met l'accent sur l'équilibre entre les différents points de vue.
Le commerce mobile est un processus de communication basé sur la technologie, qui utilise des logiciels et des ressources électroniques à utiliser dans différents endroits. Bien qu'il s'agisse d'un secteur relativement nouveau, il connaît des avancées technologiques rapides, telles que des fonctions audio et vidéo, ainsi que des capacités de dessin à l'écran, qui sont transmises sur des réseaux (sécurisés) et permettent des conférences en temps réel, avec la possibilité d'une participation multipartite. Ces conférences en temps réel sont réalisées grâce à l'utilisation de la technologie cellulaire, sans fil et à large bande, qui n'est pas soumise au lieu de travail. Les progrès de la technologie mobile ont permis aux vidéoconférences de dépasser les limites des bureaux, des salles de réunion, des salles de conférence, etc. et d'établir une véritable collaboration entre l'entreprise et le mobile. Le commerce mobile comprend un grand nombre d'éléments, qui subissent de grandes avancées et des changements chaque année, et nous offrent d'innombrables options pour nous décharger de notre vie. Certains de ces éléments ont déjà été mentionnés précédemment (audio, vidéo, téléstration - dessin à l'écran), auxquels s'ajoutent les outils de collaboration, la mobilité, les systèmes de téléprésence et les technologies de transmission. À l'heure actuelle (notamment pendant la pandémie), le trafic de données vidéo mobiles dépasse largement les deux tiers. Les principaux moteurs de l'utilisation de l'entreprise mobile sont le travailleur à distance et la mobilité.

## Valeur pour les entreprises
Lorsqu'on utilise la technologie pour être plus compétitif, l'utilisation de la stratégie d'adaptation mobile présente une vision totalement nouvelle de l'entreprise dans le monde d'aujourd'hui. En fait, ne pas utiliser la technologie mobile pourrait faire disparaître complètement la force concurrentielle d'une entreprise. L'entreprise mobile ne rend pas seulement les employés individuels plus efficaces, mais elle peut également améliorer le flux de travail de toute l'entreprise. Pour les employés sur le terrain, l'utilisation d'appareils mobiles à des fins professionnelles signifie qu'ils peuvent saisir et partager les données instantanément. Les processus commerciaux et les projets peuvent être mis à jour en permanence et de manière approfondie, ce qui se traduit par un processus rapide et fluide. Pour garantir la réussite de la collaboration mobile, il faut tout d'abord que l'amélioration des processus (mobiles) soit bien pensée, sans que la culture d'entreprise ne soit perturbée. Cela signifie que la plate-forme mobile (que l'entreprise a l'intention d'utiliser) doit être suffisamment simple pour que tous les employés puissent l'utiliser (leurs compétences techniques doivent être prises en considération) et qu'elle doit pouvoir répondre à tous les besoins de l'entreprise. Un autre point à prendre en considération est de ne pas s'intéresser uniquement au texte, mais d'utiliser également des techniques de capture d'images et de vidéos. Avec ce point en considération, l'organisation sera en mesure de partager ses données instantanément avec ses membres, ce qui signifie que des actions peuvent être prises dès que les données sont capturées. La troisième chose importante dans la collaboration mobile entre entreprises, est de définir les résultats auxquels l'entreprise aspire, avant la mise en œuvre de la plate-forme mobile. En procédant ainsi, l'entreprise peut mesurer si la mise en œuvre de la plate-forme mobile a été un succès ou non, et dans quelle mesure elle contribue à l'activité (en termes d'argent et de temps). Enfin, la compatibilité doit être assurée pour tous les types d'appareils. Les gens utilisent des appareils iOS ou Android, et la plateforme mobile ne doit pas se limiter à l'un de ces systèmes d'exploitation, car les adaptations plus larges sont souvent celles qui mènent au succès. Si tous les points susmentionnés sont pris en considération, l'entreprise peut parvenir à une collaboration commerciale mobile sans friction et sans faille.

## Concepts

### Dispositions organisationnelles
Le nombre relativement important d'organisations contribuant aux services TIC innovants a été la cause d'importants changements qui ont eu lieu dans la chaîne de valeur de ces services. Traditionnellement, une entreprise exécutait toutes les activités nécessaires au bon fonctionnement du service. De nos jours, celle-ci est souvent partagée entre des contributeurs spécialisés. Cela invoque la création d'un réseau de valeur ad hoc, qui remplace la chaîne de valeur plus traditionnelle. Dans ce réseau de valeurs, il y a moins de hiérarchie et il est plus adaptable aux changements de rôles ou de contributeurs. Il n'y a pas non plus de restrictions sur le flux de données entre le réseau de valeur, au lieu de cela, il peut circuler dans toutes les directions à tout moment.
La définition suivante d'un filet de valeur se trouve dans le livre "Value Nets : Breaking the Supply Chain to unlock hidden profits", de David Bovet et Joseph Martha, John Wiley & Sons, Inc, 2000 :
Un filet de valeur est un concept commercial qui utilise les chaînes d'approvisionnement numériques pour atteindre à la fois une satisfaction supérieure du client et la rentabilité de l'entreprise. Il s'agit d'un système rapide et flexible qui s'aligne sur les nouveaux mécanismes de choix des clients et qui en est le moteur. Un réseau de valeur n'est pas ce que le terme "chaîne d'approvisionnement" évoque. Il ne s'agit plus seulement d'approvisionnement, mais aussi de création de valeur pour les clients, l'entreprise et ses fournisseurs.
Le réseau de valeur diffère de la chaîne de valeur traditionnelle dans le sens où il ne s'agit pas d'une chaîne séquentielle et rigide. Il s'agit plutôt d'un réseau dynamique et performant de partenariats clients/fournisseurs et de flux d'informations.

### Valeur des services pour le client
Le modèle de proposition de valeur est utilisé pour représenter la valeur du service du point de vue de l'utilisateur final (client, consommateur). Ce modèle est souvent étonnamment complexe pour la conception de services TIC mobiles. En effet, les caractéristiques sont très différentes de celles des produits physiques. L'acronyme SHIP peut être utilisé pour définir quatre caractéristiques importantes des services TIC mobiles (3) :
1. Simultanément produit et consommé. Cela signifie que l'utilisateur final participe à la production du contenu, et que le producteur est également présent lors de la transaction.
2. Hétérogène. Cela signifie qu'il existe une instance (presque) unique du service pour chaque utilisateur final.
3. Intangible. Bien que le service soit intangible, il est souvent associé à des produits physiques.
4. Périssable. La valeur du service disparaît après sa consommation par l'utilisateur final.

Un modèle de proposition de valeur intègre les conséquences de ces caractéristiques dans le processus de développement. Ce modèle peut prendre la forme d'un modèle textuel/graphique, ou même d'une version de démonstration du service proposé. La composition de la proposition de valeur oblige les concepteurs à réfléchir à différentes caractéristiques importantes des services TIC mobiles, la méthode FBBM aborde les questions suivantes dans ce contexte 10 :
1. Le contexte dans lequel le service fonctionnera, par exemple, dans un "centre commercial" ou au "bureau". Le groupe cible proposé, par exemple, les "visiteurs de musées" ou les "hommes d'affaires en déplacement".  La valeur ajoutée par rapport aux services existants, "plus facile à utiliser", ou "donne plus d'informations".  L'estimation de son utilisation, par exemple, "combien de fois les consommateurs l'utiliseront-ils ?" et "que signifie-t-il pour l'utilisateur ?

Les informations sur les caractéristiques des services qui sont recueillies dans cette partie de la méthode sont généralement esquissées dans des diagrammes de cas d'utilisation. Ces diagrammes illustrent la manière dont les services proposés interagissent avec l'utilisateur final.

### Dispositions financières
Un modèle de revenu est utilisé pour identifier tous les flux de trésorerie concernant le service. Il s'agit de tous les coûts et revenus qui sont le résultat d'activités économiques. Par conséquent, la valeur de chaque activité doit être mesurée (ou approximée) à l'aide d'indicateurs de performance. Dans le modèle, les flux de trésorerie peuvent être décrits de manière qualitative dans un premier temps (élevé, moyen, faible) et plus en détail lors des étapes ultérieures du processus de développement. Le modèle utilise des lignes représentant les flux financiers entrants et sortants entre les activités de valeur et les acteurs dessinés dans le modèle. Le méta-modèle comprend les dispositions financières, qui décrivent les coûts et les revenus d'un service, en utilisant des indicateurs de performance.

### Architecture technologique
Le modèle d'architecture technologique est utilisé pour donner un aperçu des fonctions techniques et de l'infrastructure nécessaires pour fournir le service. Il associe des composants d'application issus de l'architecture d'application à des composants technologiques représentant des composants logiciels et matériels. Ces composants sont assemblés et configurés pour constituer l'infrastructure technologique de l'entreprise. L'architecture technologique fournit une vision plus concrète de la manière dont les composants applicatifs seront réalisés et déployés. Par exemple, la manière dont les informations sont stockées, ou dont le contenu est généré et diffusé. L'architecture technologique fournit un moyen plus précis d'évaluer les réponses aux contraintes, notamment en estimant les besoins de dimensionnement du matériel et du réseau ou en mettant en place une redondance des serveurs ou du stockage. Elle permet également de s'assurer que les composants applicatifs livrés fonctionnent ensemble, confirmant ainsi que l'intégration métier requise est prise en charge.

## Technique

### Le méta-modèle
Après avoir exploré les modèles possibles ou souhaités de valeur des services pour le client, les modèles d'arrangements organisationnels, d'arrangements financiers et d'architecture technologique sont finalisés. Cela signifie qu'ils prennent leur forme concrète dans des entreprises et des organisations réelles. Cela signifie que les organisations participantes doivent définir leur position dans le réseau de valeur et décider et négocier les différents choix de conception des modèles.
Une bonne méthode de développement des activités mobiles devrait avoir un modèle de métadonnées qui peut être similaire aux méta-modèles ci-dessous.
Le résultat, sous la forme d'un modèle commercial, peut être utilisé pour communiquer les grandes lignes d'un projet TIC innovant aux investisseurs/participants. Il décrit la chaîne de valeur proposée de manière très détaillée, car il consiste en un aperçu des sous-modèles (valeur des services pour le client, dispositions organisationnelles, dispositions financières et architecture technologique) qui sont équilibrés. Dans le cadre global du développement d'un service informatique innovant, un plan d'affaires est très utile dans le processus de décision au sein des organisations des participants.

### Ingénierie des méthodes situationnelles
Les méthodes peuvent être conçues à l'aide de l'ingénierie des méthodes situationnelles. L'ingénierie des méthodes situationnelles peut être décrite comme la création d'une méthode ad hoc à partir de fragments (fragments de méthode) de méthodes connues. Cela permet de créer des méthodes de développement qui conviennent à toutes les situations de développement.
Dans le cas du développement des entreprises mobiles, il existe des méthodes pour des parties spécifiques du processus de conception du modèle d'entreprise et du développement des TIC. L'ingénierie des méthodes situationnelles peut être utilisée pour combiner ces méthodes en une méthode unifiée qui adopte les caractéristiques des services TIC mobiles.
Les fragments de méthode fréquemment utilisés dans le développement mobile sont (6) :
1. Déploiement de la fonction qualité - Le déploiement de la fonction qualité (QFD) est une méthode structurée qui intègre des outils mathématiques utilisés pour identifier et quantifier les exigences des clients et les traduire en paramètres critiques clés. Pour une description complète de la méthode QFD, voir cette page dans Wikipedia.
2. Techniques de brainstorming - La méthode FBBM utilise certaines techniques de brainstorming connues depuis longtemps dans le développement d'applications. Elles sont utilisées lors des sessions de développement.
3. Analyse financière - Les méthodes incorporées dans l'analyse financière visent à calculer les perspectives d'une entreprise. En incluant des méthodes d'analyse financière dans une méthode, les entreprises peuvent calculer à l'avance des facteurs importants comme le prix à la consommation de leurs services et leur retour sur investissement (ROI).

## Avantages du développement des activités mobiles
Dans le monde d'aujourd'hui, les appareils mobiles prennent de plus en plus d'importance. Le développement de l'activité mobile peut donc s'avérer être un aspect extrêmement bénéfique de l'activité d'une entreprise. Tout d'abord, les appareils mobiles permettent une plus grande mobilité et l'accessibilité à de grandes quantités de données et sont utilisés quotidiennement par une grande majorité de la population. Grâce aux appareils mobiles, les entreprises ont donc un accès plus rapide à un plus grand nombre de consommateurs potentiels. Le développement du commerce mobile peut donc aider une entreprise à accroître la notoriété de sa marque et sa reconnaissance globale. Les entreprises peuvent également développer le mobile business pour mieux cultiver la fidélité des clients, ce qui est extrêmement important. L'utilisation d'une application mobile peut également s'avérer extrêmement bénéfique car elle peut être utilisée comme un canal de marketing direct. Les applications mobiles offrent de nombreuses fonctions ; elles peuvent fournir des informations générales, des prix, des formulaires de réservation, des fonctions de recherche, des comptes d'utilisateur, des messageries, des flux d'informations et bien plus encore. En outre, le commerce mobile offre à votre public cible un autre moyen de vous atteindre et de vous contacter. Enfin, il peut grandement améliorer l'engagement des clients et attirer de nouveaux clients, car il rend certaines parties de vos services plus faciles et moins longues à utiliser pour le client potentiel. Par exemple, au lieu d'appeler un restaurant pour faire une réservation, réserver une table via une application mobile rendrait l'ensemble du processus plus rapide et demanderait moins d'efforts aux utilisateurs, qui sont aujourd'hui constamment à la recherche d'une gratification instantanée. 

## Exemples

### Centre commercial
Les propriétaires de magasins dans tous les grands centres commerciaux ont un plan pour enrichir l'expérience d'achat dans leur centre. Ils veulent développer une application sans fil à utiliser sur des smartphones ou des PDA, qui seront mis en location à l'entrée. L'application comportera un volet informatif et un volet divertissement. De cette manière, les commerçants espèrent créer une valeur ajoutée pour leurs clients et améliorer leur compétitivité.
Étant donné qu'il existe de nombreux contributeurs au développement de l'application (propriétaires de magasins, fournisseur de réseau (sans fil), fournisseur de matériel), le modèle économique est très complexe dans ce cas.
Les contributeurs ont composé leur interprétation de la proposition de valeur, du réseau de valeur, du modèle de revenu et de l'architecture technologique lors d'un premier examen rapide. Lors de plusieurs autres sessions au cours de la phase de développement du pré-produit, ces modèles de travail ont été comparés et équilibrés. Ce processus a ensuite été répété jusqu'à ce que tous les contributeurs soient satisfaits du modèle d'entreprise résultant. Le résultat final est une application innovante, bien pensée et fonctionnelle, qui commence lentement à générer plus de ventes pour les participants.

### Musée
Le musée des arts modernes s'est inspiré d'autres musées pour utiliser les technologies modernes afin de guider ses visiteurs dans le musée. Il prévoit de développer une application sans fil fonctionnant sur les PDA du musée qui sont prêtés aux visiteurs à l'entrée. L'application utilise le GPS pour déterminer la position du visiteur et le streaming vidéo et audio pour jouer le rôle de guide du musée.
Le conseil d'administration du musée a exigé la création d'un modèle économique solide. Ce modèle servira de base aux décisions futures concernant le projet et permettra d'expliquer le projet aux donateurs du musée.
Le musée a trouvé un partenaire pour son projet, un fournisseur d'accès Internet sans fil (WISP) qui fournira le réseau et le matériel pour l'application. En contrepartie, le WISP pourra utiliser le musée pour des activités promotionnelles.
Ensemble, ils ont composé leur interprétation de la proposition de valeur, du réseau de valeur, du modèle de revenu et de l'architecture technologique lors d'un premier examen rapide. Lors de plusieurs autres sessions au cours de la phase de développement du pré-produit, ces modèles de travail ont été comparés et équilibrés. Ce processus a ensuite été répété jusqu'à ce que les deux contributeurs soient satisfaits du modèle d'entreprise résultant. Le résultat final est une application multimédia riche qui profite à l'expérience des visiteurs et qui montre clairement la capacité sans fil des futurs clients du WISP.

### Articles scientifiques
1. From Idea to Business Blueprint, Timber Haaker & Marc Steen, January 2003, Telematics Institute.
2. Learning about the Business Blueprint in the Dolmen Sessions, Timber Haaker & Marc Steen, February 2003, Telematics institute
3. Designing Mobile information services:User requirements elicitation with GSS design and application of a repeatable process, Mariëlle den Hengst, Elisabeth van de Kar, Jaco Appelman, Delft University of Technology, Hawaii International Conference on System Sciences, 2004.
4. Brokering Based Balancing of viewpoints — Experience from pre-product development of mobile services, Mervi Ranta and Henrik Asplund, PM&RG, Dept. of Computer science and Development, Helsinki University of Technology (News 2003)

### Articles
1. From Idea to successful collaboration (Dutch), Timber Haaker, Henry de Vos & Mark Steen, Management & Organisation, September/October 2004Successful innovation aided by business models (Dutch), Timber Haaker, 2004

### Journaux
1. Ercim News, European Research Consortium for Informatics and Mathematics, July 2003

### Livres
1. Value Nets, Breaking the supply chain to unlock hidden profits, David Bovet, Joseph Martha, Mercer Management Consulting, 2000, John Wiley & Sons
2. Inc.Freeband Business Blueprint Method, Manual, Timber Haaker, Karin Oerlemans, Marc Steen, Henry de Vos, January 2004, Telematics Institute.